# 飞常准
飞常准（VariFlight）是中华人民共和国飞友科技有限公司（飛友科技）推出的一款查詢查询机场和飛機航班情况以及提供接送機服務的網站和軟件，飞友科技有限公司創辦人為民航资源网的創始人郑洪峰，2005年成立於合肥市。飞常准於2009年正式推出。郑洪峰自稱飞常准提供的數據來自於空管局、机场、航空公司提供的气象、航班信息、空域流量，這些數據經算法處理後展示給用戶。台湾航空专家许耿睿認為，飞常准的数据來自於飛機通信尋址與報告系統以及廣播式自動相關監視。2011年，飞常准推出手機應用程序。2012年，攜程入股飞常准。

## 外部連結
- 官方网站